# Waterford Institute of Technology
Das Waterford Institute of Technology (kurz: WIT; Irisch: Institiúid Teicneolaíochta Phort Láirge) ist bis zum 1. Mai 2022 ein eigenständiges technisches Institut in Waterford, Irland. Die Hochschule hat sechs Fakultäten mit den Fachbereichen Business, Engineering, Science, Health Sciences und Education & Humanities. Ab Mai 2022 geht sie als Institut in der South East Technological University auf.

## Geschichte
Das Institut wurde 1970 als Regional Technical College (RTC), Waterford gegründet und fiel in eine Zeit, als dem Mangel an technisch ausgebildeten Fachkräften in Irland durch neue Ausbildungsstätten entgegengewirkt werden sollte. 1997 wurde das RTC in Waterford Institute of Technology umbenannt. Seit 2001 verleiht die Hochschule alle Studienabschlüsse bis zur Promotions. Im Oktober 2005 wurde es von der The Sunday Times zum „Institute of Technology of the Year“ gekrönt.
Das Institut hat sich 2006 für den Status als Volluniversität beworben. IM Januar 2007 wurde von der irischen Regierung eine erste Einschätzung für die Bewerbung in Auftrag gegeben. Ab den 2010er Jahren plante es mit dem Institute of Technology, Carlow (ITC) die Gründung einer Technischen Universität mit Einzugsbereich im Südosten Irlands. Im Jahr 2015 wurde zunächst ein Visionspapier mit dem Titel „Technological University for the South East“ (TUSE) publiziert sowie im Jahr 2017 ein Memorandum of Understanding unterzeichnet. Zum Start der neu geschaffenen TU Dublin im Juli 2018 verkündete der Taoiseach jedoch, dass der Vorschlag der TUSE zunächst noch nicht ausreichend sei. Die Genehmigung hierfür wurde im November 2021 schließlich erteilt und die neue Universität namens South East Technological University (SETU) ist zum Mai 2022 gegründet.
Die Hochschule unterhält fünf Campi, die auch nach dem Zusammenschluss mit dem ITC bestehen bleiben.

## Organisation
Die Hochschule ist in sechs Schulen mit jeweils mehreren Departments unterteilt:
- School of Business
  - Department of Accountancy & Economics
  - Department of Management & Organisation
  - Department of Graduate Business Studies
- School of Lifelong Learning & Education
  - Department of Education
  - Department of Lifelong Learning
- School of Engineering
  - Department of Architecture
  - Department of the Built Environment
  - Department of Engineering Technology
- School of Health Sciences
  - Department of Nursing & Health Care
  - Department of Health, Sport & Exercise Science
- School of Humanities
  - Department of Applied Arts
  - Department of Creative & Performing Arts
  - Department of Languages, Tourism & Hospitality Studies
- School of Science and Computing
  - Department of Chemical & Life Sciences
  - Department of Computing and Maths

## Forschung

### Forschungszentren
- Walton Institute
- Pharmaceutical and Molecular Biotechnology Research Centre (PMBRC)
- Eco-Innovation Research Centre
- Nutrition Research Centre Ireland (formerly MPRG)
- South Eastern Applied Material Research (SEAM)

### Forschungsgruppen
School of Business
- Centre for Enterprise Development & Regional Economy
- Centre for Management Research in Healthcare & Healthcare Economics
- Centre for Newfoundland and Labrador Studies
- AIB Centre for Finance and Business Research
- Research in Innovation, Knowledge Transfer and Organisational Networks
- Waterford Crystal Centre for Marketing Studies

School of Engineering
- Advanced Automotive Electronic Control Group
- Advanced Manufacturing Technology Research Group
- Construction Industry Research & Knowledge Centre
- Materials Characterisation and Processing Group
- Microelectronics and Systems Research Group
- Nanotechnology Research Group
- Wireless Communications & Large Scale Simulation Group
- Convergent Technologies Research Group
- Building Information Modelling Research Group
- iBerg

School of Health Sciences
- Health Informatics Research Group
- Centre for Health Behaviour Research

School of Humanities
- Spirituality in Society and the Professions
- Centre For Research, Creativity & Innovation in Tourism
- Centre for Social and Family Research
- Content & Language Integrated Learning Research Group
- Creativity & Culture Research Group

School of Science
- Automotive Control Group
- Centre for INformation SYstems and Techno-culture
- Game Based Learning
- Health Informatics Research Group
- Optics Research Group

## Weiterführendes
- Offizielle WIT Website